# Länsväg 202
Länsväg 202 går sträckan Mariestad–Töreboda–Undenäs–Forsvik–Karlsborg i Västra Götalands län. Längd 58 km. Vägen passerar sjöarna Viken och Ymsen.

## Anslutningar
- E20
- Riksväg 26
- Länsväg 200
- Riksväg 49

## Historia
På 1940-talet infördes vägnummer i Sverige och nummer 202 infördes på sträckan Fägre – Halna – Töreboda – Karlsborg, varav Halna – Karlsborg helt längs dagens sträcka. Mellan Mariestad och Halna gick då onumrerade vägar. Vid den stora reformen 1962 ändrades länsväg 202 till att gå längs dagens sträcka. En ny väg hade då byggts Mariestad - Töreboda, medan Töreboda – Halna är en gammal väg.